# Halbinsel Porkkala
Die Halbinsel Porkkala (schwedisch Porkala) ist eine finnische Halbinsel (finnisch Porkkalanniemi).

## Geografische Lage und Name

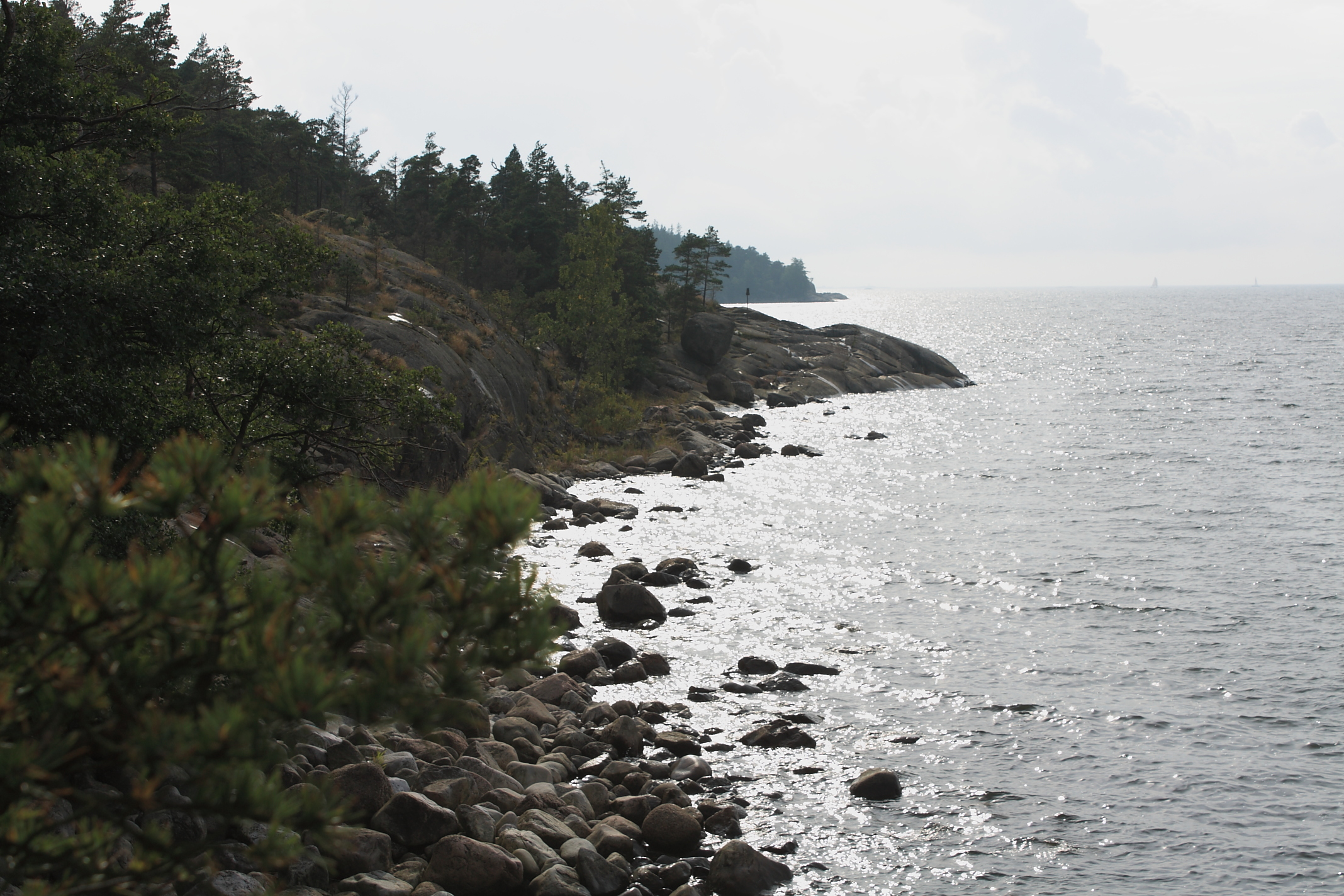
Küste der Halbinsel Porkkala

Die Halbinsel liegt ungefähr 30 Kilometer westlich der finnischen Hauptstadt Helsinki. Bei einer Länge von etwa 25 Kilometern ist sie bis zu 15 Kilometer breit. Eine gleichnamige Gemeinde, Porkkala, liegt auf der Südspitze der Halbinsel. Die Spitze der Halbinsel ist nur 36 km von der auf der anderen Seite der Ostsee gegenüberliegenden Küste Estlands entfernt. Sie ist damit eine wichtige Station für Zugvögel und beliebt für die Vogelbeobachtung im Frühjahr, wenn hier die Arktischen Gänse und andere Wasservögel durchziehen. Die Halbinsel hatte auch eine wichtige militärstrategische Position für die Kontrolle der meerseitigen Zufahrt nach Sankt Petersburg: Artilleriestellungen auf beiden Seiten konnten diesen Zugang sichern.
Deutschsprachige Medien verwenden oft auch die schwedischsprachige Bezeichnung „Porkala“.

## Geschichte
Am Ende des Zweiten Weltkriegs wurde Porkkala aufgrund seiner militärstrategischen Position im Waffenstillstand von Moskau am 19. September 1944 von Finnland an die Sowjetunion verpachtet. Zum 26. Januar 1956 verzichtete die Sowjetunion auf das Pachtgebiet Porkkala, das an Finnland zurückfiel.
Heute unterhält die Finnische Marine in Upinniemi, einem von den sowjetischen Streitkräften angelegten Hafen, auf der Halbinsel Porkkala einen ihrer größten Stützpunkte.